# دردار ناعم
دردار ناعم (الاسم العلمي: Ulmus laevigata) هو نوع نباتي يتبع جنس الدردار من فصيلة الدردارية.